# Senorita
Senorita  (no Brasil: Senhorita; em Portugal: A Neta do Zorro) é um filme mudo de 1927, dos gêneros comédia e aventura, dirigido por Clarence G. Badger e  estrelado por Bebe Daniels. O filme é uma paródia a The Mark of Zorro estrelado por Douglas Fairbanks. Bebe Daniels é apontada como uma das primeiras atrizes a interpretar uma versão feminina de Zorro.
Duas cópias do filme ainda existem; uma é mantida em uma coleção particular e outra é segundo as informações, está na Bélgica contendo intertítulos em francês.

## Enredo
Aos vinte anos, Francisca Hernandez viaja a Espanha para visitar o avô Francisco, ao chegar lá, descobre que o patriarca esperava um neto com o mesmo nome que ele, ela então decide se disfarçar de homem, hábil em esgrima e equitação, a jovem se vê envolvida em uma briga entre a sua família e os Oliveros.

## Elenco
- Bebe Daniels - Señorita Francesca Hernandez
- James Hall - Roger Oliveros
- William Powell - Ramon or Manuel Oliveros
- Josef Swickard - Don Francisco Hernandez
- Tom Kennedy - Oliveros Gaucho (não creditado)
- Jerry Mandy - Juean - Hernandez Gaucho (não creditado)
- Raoul Paoli - Jose - Hernandez Foreman (não creditado)
- Pedro Regas - Hernandez Gaucho (não creditado)